# Bassima Hakkaoui
Bassima Hakkaoui (en arabe: بسيمة حقاوي), née le 5 octobre 1960, est une femme politique marocaine.

## Biographie

### Origines et études
Titulaire d’un diplôme d'études supérieures spécialisées de psychologie sociale en 1996 et d'un diplôme d'études approfondies dans la même spécialité en 1990, elle a travaillé au centre de formation des enseignants de Casablanca.

### Parcours politique
Sur le plan parlementaire, Bassima Hakkaoui est députée du Parti de la justice et du développement (PJD) depuis 2002. Elle était Présidente de la commission des secteurs sociaux de 2006 à 2009 et membre du bureau de la 1re chambre entre 2009 et 2010.
Bassima Hakkaoui est membre de la commission parlementaire mixte Maroc-UE.
Elle est présidente de l'organisation des femmes de la Justice et du développement et membre du Mouvement unicité et réforme (MUR), matrice spirituelle du PJD.
Membre du secrétariat général du Parti de la justice et du développement, qui a remporté les élections législatives du 25 novembre 2011 au Maroc avec 107 sièges. Le 3 janvier 2012, elle a été nommée ministre de la Solidarité, de la Femme, de la Famille et du Développement social par le roi Mohammed VI.
En janvier 2018, certains médias rapport que Bassima Hakkaoui déclare que quand un Marocain gagne 20 dirhams (à peu près 2€) par jour, il n’est pas pauvre et que les Marocains qui avaient un revenu mensuel de 3000 dirhams rentraient dans la catégorie de la classe moyenne et "pouvaient subvenir à leurs besoins de première nécessité".  Cette déclaration lui vaut de nombreuses critiques dans la presse et sur les réseaux sociaux,.
En réalité elle ne faisait que rapporter les chiffres du HCP qui considère que le seuil de pauvreté au Maroc est de 20 DH par jour. https://www.h24info.ma/maroc/desintox-hakkaoui-na-declare-quun-marocain-gagne-20-dh-jour-nest-pauvre/